# 松平正邦
松平 正邦（まつだいら まさくに）は、江戸時代中期の陸奥国会津藩の世嗣。

## 略歴
元禄9年（1696年）、陸奥会津藩主・松平正容の長男として誕生。宝永2年（1705年）刊行の武鑑では「松平久千代丸」の名と付役として梶原傳九郎の名が掲載されている。
正容の嫡子となり、宝永3年（1706年）に徳川綱吉に初お目見えを得る。
宝永5年（1708年）7月25日には綱吉の養女である竹姫と婚約するが、家督を相続することも婚礼を挙げることもなく同年12月26日（1709年2月5日）に夭折した。代わって弟・正甫が正容の嫡男となった。

## 系譜
- 父：松平正容（1669-1731）
- 母：智現院（?-1750） - もん、榎本遺倫娘
- 婚約者：浄岸院（1705-1772） - 竹姫、徳川綱吉の養女、清閑寺熙定の娘